# ぎふチャンNEWS サイマル
『ぎふチャンNEWS サイマル』（ぎふチャンニュース サイマル）は、2010年10月1日から2011年4月1日まで岐阜放送で放送されていたニュース番組である。ラジオ向けに放送しているニュース音声をテレビでも同時放送していた。

## 放送時間
- 月曜 - 金曜 8:55 - 9:00、13:00 - 13:05
  - 13:00 - 13:05の放送は、岐阜県議会中継などの特別番組が組まれる日には休止にされていた。また、ラジオでは時報後のCMが20秒入るため、定刻開始ではない。

## 備考
- 開始時に静止画で「この番組はぎふチャンラジオニュースの音声をテレビで同時にお伝えします」と表示される。この時間、ラジオではタイトルと提供読みが行われている。
- ニュース放送中の映像はタワー43に設置されている天気カメラから映し出された岐阜市の様子である。この時にも「ぎふチャンラジオの音声をテレビで同時放送しています」というテロップを出している。また、テレビのみピアノ演奏によるBGMがある。